# Kemer
Kemer Törökország Antalya tartományának egyik körzete, valamint a török riviéra egyik népszerű üdülővárosa. A körzet lakossága 2008-ban 35 639 fő volt, a városé 19 342 fő. Antalyától 43 kilométerre fekszik.

## Története
A terület történelme i. e. 690-ig vezethető vissza, ekkor alapították a várostól 15 km-relévő Phaselist. Kemer az idők folyamán többször is gazdát cserélt, végül a 12. században került török kézre. 1986-ig álmos falu volt, ekkor kezdték el felfedezni a külföldi turisták. Az idegenforgalom növekedésének köszönhetően 1991-ben jött létre Antalya tartomány Kemer körzete, központként Kemer városával.

## Turizmus
1987-ig jórészt növénytermesztéssel, főképp citrusfélékkel foglalkoztak, utána a turizmus kiszolgálása lett a város fő bevételi forrása. A körzetben 44 ötcsillagos hotel, 22 üdülőfalu, 31 négycsillagos hotel és 27 háromcsillagos szálloda található, valamint 111 utazási iroda működik.
Bár Kemer legfőbb vonzereje az Európai Unió által Blue Flag-gel (Kék Zászló) jutalmazott tiszta tengerpartja és a panoráma, a közelben számos látnivaló is található. Kemerből gyakran indítanak szafaritúrát a környező hegyekbe, közel fekszik hozzá a két, igen népszerű üdülőhely, Beldibi és Tekirova. A város jachtkikötője 300 hajó befogadására képes.

### Látnivalók
- Phaeslis ókori városa
- Olimpos ókori városa
- Idyropolis ókori városa